# Stade Municipal de Bettembourg
Das Stade Municipal de Bettembourg (deutsch Städtisches Stadion von Bettemburg) ist ein Fußballstadion in der luxemburgischen Gemeinde und Kleinstadt Bettemburg innerhalb des Kanton Esch an der Alzette. Es bietet eine Kapazität für 1500 Zuschauende. Der Sporting Bettemburg nutzt es als Heimspielstätte.

## Länderspiele
2022 bestritt die luxemburgische Fußballnationalmannschaft der Frauen im Stadion von Bettemburg ein Qualifikationsspiel für die Weltmeisterschaft 2023 gegen Lettland. Eigentlich sollte die Partie erst am Vortag im Stade Jos Haupert ausgetragen werden, wurde dann aber wegen Schneefall abgesagt und dann am neuen Ort ausgetragen.
- 9. Apr. 2022:  Luxemburg –  Lettland 2:3 (1:1) (Qualifikation zur WM 2023)